# Georganiseerde territoria van de Verenigde Staten

Uitbreiding van de Verenigde Staten tussen 1810 en 1920

De georganiseerde territoria van de Verenigde Staten waren territoria, hoewel ze niet tot een staat behoorden, toch integraal deel uitmaakten van de Verenigde Staten, die werden opgericht met een organic act, en die een eigen territoriale wetgevende macht en territoriale gouverneur hadden. Sinds 1959 zijn er geen georganiseerde territoria meer in de Verenigde Staten.
De meeste Amerikaanse staten die pas na de onafhankelijkheid toetraden tot Verenigde Staten (als aanvulling op de oorspronkelijke dertien koloniën), waren voorafgaand aan hun toetreding (onderdeel van) een georganiseerd territorium. Sommige territoria bestonden slechts kortstondig en werden al snel een staat, terwijl andere territoria bestonden gedurende meerdere decennia. Het Alabamaterritorium bestond slechts twee jaar, terwijl het Hawaïterritorium meer dan 60 jaar heeft bestaan.
Van de 50 staten die de Verenigde Staten tellen, behoorden er 31 ooit tot een territorium. Naast de dertien oorspronkelijke staten (de dertien koloniën), traden slechts zes staten toe tot de Unie zonder ooit (deel van) een territorium te zijn geweest. Het gaat om Vermont, Kentucky, Maine, Texas, Californië en West Virginia. Kentucky, Maine en West Virginia maakten voor hun toetreding deel uit van een andere staat, Texas en Vermont waren voor hun toetreding onafhankelijke staten en Californië werd meteen een staat na de Mexicaans-Amerikaanse Oorlog.

## Lijst van georganiseerde territoria
| Territorium            | Jaar van oprichting | Jaar van opheffing                                                                             |
| ---------------------- | ------------------- | ---------------------------------------------------------------------------------------------- |
| Noordwestterritorium   | 13 juli 1787        | 1 maart 1803, toen het zuidoostelijk gedeelte de staat Ohio werd                               |
| Zuidwestterritorium    | 26 mei 1790         | 1 juni 1796, toen de staat Tennessee werd                                                      |
| Mississippiterritorium | 7 april 1798        | 10 december 1817, toen het de staat Mississippi                                                |
| Indianaterritorium     | 4 juli 1800         | 11 december 1816, toen het overblijvende zuidelijke gedeelte de staat Indiana werd             |
| Orleansterritorium     | 1 oktober 1804      | 30 april 1812, toen het de staat Louisiana werd                                                |
| Michiganterritorium    | 30 juni 1805        | 26 januari 1837, toen het de staat Michigan werd                                               |
| Louisianaterritorium   | 4 juli 1805         | 4 juni 1812, toen het het Missouriterritorium werd                                             |
| Illinoisterritorium    | 1 maart 1809        | 3 december 1818, toen het zuidelijk gedeelte de staat Illinois werd                            |
| Missouriterritorium    | 4 juni 1812         | 10 augustus 1821, toen het zuidoostelijk gedeelte de staat Missouri                            |
| Alabamaterritorium     | 15 augustus 1817    | 14 december 1819, toen het de staat Alabama werd                                               |
| Arkansasterritorium    | 2 maart 1819        | 15 juni 1836, toen het overblijvende gedeelte de staat Arkansas werd                           |
| Floridaterritorium     | 3 maart 1822        | 3 maart 1845, toen het de staat Florida werd                                                   |
| Wisconsinterritorium   | 3 juli 1836         | 29 mei 1848, toen het oostelijk gedeelte de staat Wisconsin werd                               |
| Iowaterritorium        | 4 juli 1838         | 28 december 1846, toen het zuidelijk gedeelte de staat Iowa werd                               |
| Oregonterritorium      | 14 augustus 1848    | 14 februari 1859, toen het zuidwestelijk gedeelte de staat Oregon werd                         |
| Minnesotaterritorium   | 3 maart 1849        | 11 mei 1858, toen het oostelijk gedeelte de staat Minnesota werd                               |
| New Mexicoterritorium  | 9 september 1850    | 6 januari 1912, toen het overblijvende gedeelte de staat New Mexico werd                       |
| Utahterritorium        | 9 september 1850    | 4 januari 1896, toen het overblijvende gedeelte de staat Utah werd                             |
| Washingtonterritorium  | 2 maart 1853        | 11 november 1889, toen het overblijvende gedeelte de staat Washington werd                     |
| Kansasterritorium      | 30 mei 1854         | 29 januari 1861, toen het oostelijk gedeelte de staat Kansas werd                              |
| Nebraskaterritorium    | 30 mei 1854         | 1 maart 1867, toen het overblijvende gedeelte de staat Nebraska werd                           |
| Coloradoterritorium    | 28 februari 1861    | 1 augustus 1876, toen het de staat Colorado werd                                               |
| Nevadaterritorium      | 2 maart 1861        | 31 oktober 1864, toen het de staat Nevada werd                                                 |
| Dakotaterritorium      | 2 maart 1861        | 2 november 1889, toen het overblijvende gedeelte de staten North Dakota en South Dakota werden |
| Arizonaterritorium     | 24 februari 1863    | 14 februari 1912, toen het overblijvende gedeelte de staat Arizona werd                        |
| Idahoterritorium       | 3 maart 1863        | 3 juli 1890, toen het overblijvend gedeelte de staat Idaho werd                                |
| Montanaterritorium     | 26 mei 1864         | 8 november 1889, toen het de staat Montana werd                                                |
| Wyomingterritorium     | 25 juli 1868        | 10 juli 1890, toen het de stat Wyoming werd                                                    |
| Oklahomaterritorium    | 2 mei 1890          | 16 november 1907, toen het samen met het Indianenterritorium de staat Oklahoma werd            |
| Hawaïterritorium       | 30 april 1900       | 21 augustus 1959, toen het de staat Hawaï werd                                                 |
| Alaskaterritorium      | 24 augustus 1912    | 3 januari 1959, toen het de staat Alaska werd                                                  |

Georganiseerde en geïncorporeerde territoria: Noordwest (1787–1803) · Zuidwest (1790–1796) · Mississippi (1798–1817) · Indiana (1800–1816) · Orleans (1804–1812) · Louisiana/Missouri (1805–1821) · Michigan (1805–1837) · Illinois (1809–1818) · Alabama (1817–1819) · Arkansas (1819–1836) · Florida (1822–1845) · Indian Territory (1834–1907) · Wisconsin (1836–1848) · Iowa (1838–1846) · Oregon (1848–1859) · Minnesota (1849–1858) · New Mexico (1850–1912) · Oklahoma (1890–1907) · Utah (1850–1896) · Washington (1853–1889) · Kansas (1854–1861) · Nebraska (1854–1867) · Nevada (1861–1864) · Colorado (1861–1876) · Dakota (1861–1889) · Idaho (1863–1890) · Arizona (1863–1912) · Montana (1864–1889) · Wyoming (1868–1890) · Hawaï (1900–1959) · Alaska (1912–1959)
Niet-geïncorporeerde territoria: Guam (1898–) · Filipijnen (1898–1946) · Puerto Rico (1898–) · Amerikaans-Samoa (1899–) · Panamakanaalzone (1903–1979) · Amerikaanse Maagdeneilanden (1917–) · Noordelijke Marianen (1975–)
Onbewoonde eilanden en claims onder de Guano Islands Act: Phoenixeilanden (1856–1979) · Roncador Bank (1856–1981) · Serrana Bank (1856–1981) · Baker (1857–) · Jarvis (1858–) · Johnston (1858–) · Navassa (1858–) · Kingman (1860–) · Swaneilanden (1863–1972) · Howland (1867–) · Midway (1867–) · Quita Sueño (1869–1981) · Palmyra (1898–) · Wake (1899–) · Corn Islands (1914–1971)